# مقاصد الفلاسفه

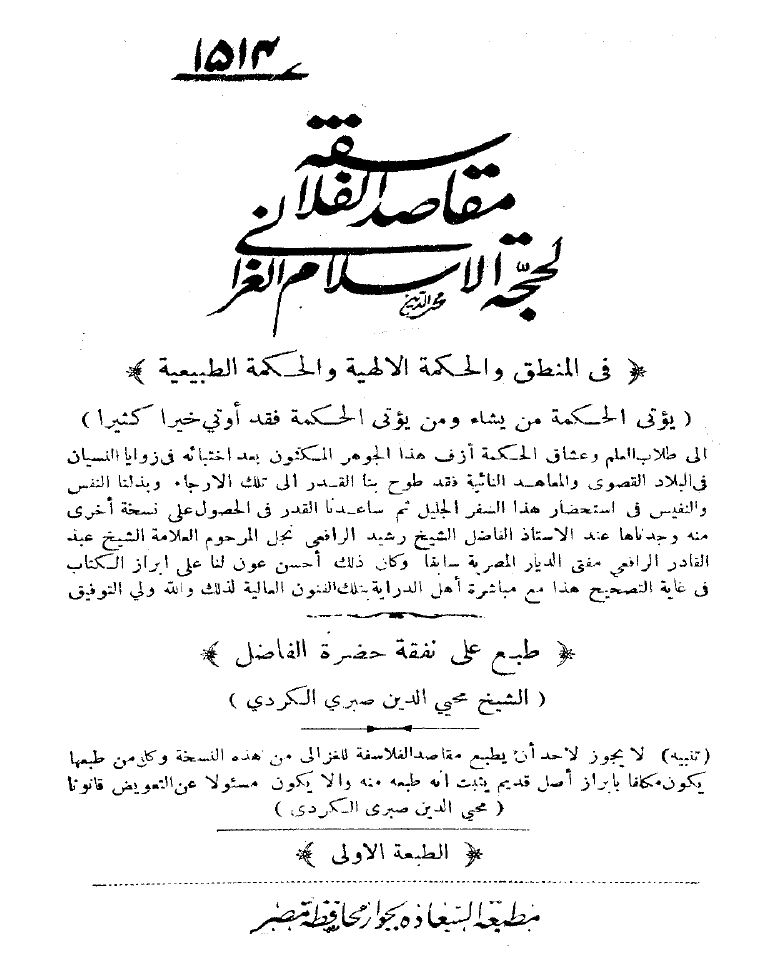
نمایی از کتاب مقاصد الفلاسفه، چاپ قاهره - ١٣٣١ هـ.ق

کتاب مقاصد الفلاسفه را محمد غزالی در معرفی افکار و اندیشه‌های فیلسوفان مشائی یا پیروان فلسفه ارسطو نگاشته است. 

## محتوای کتاب
کتاب به شیوه‌ای دقیق آرائ مشائیان را شرح می‌دهد و به همین دلیل پس از ترجمه به لاتین توسط گوندسیالووس به عنوان یک اثر اصیل مشائی برشمرده شد. 

## زمان نگارش
نگارش دقیق این کتاب که حاکی از تسلط غزالی بر فلسفه مشاء بود سبب شد فیلسوفان مشهوری همچون قدیس توماس آکوئینی و فرانسیس بیکن و آلبرت کبیر بخطا غزالی را یک فیلسوف مشایی در ردیف ابن سینا و ابن رشد بدانند.

## تهمت سرقت
گفته می شود غزالی این کتاب را خود ننوشته است بلکه دانشنامه علایی ابن سینا را که به فارسی بوده به عربی ترجمه کرده و اینکه محتوای کتاب از ابن سینا باشد را پنهان ساخته است. 

## کتابنامه
- تاریخ فلسفه در اسلام. میان محمد شریف. ترجمه: نصرا… پورجوادی، تهران، انتشارات
- غزالی در ترازوی نقد؛ محمدعلی نجفی و عظیم عابدینی؛ قم؛ میراث ماندگار؛ ۱۳۹۶.